# Khthonoszi bolygó
A khthonoszi bolygó egy olyan feltételezett égitest-típus, amely 
korábban gázóriás volt, de az anyacsillagától való kis távolsága miatt elveszítette hidrogén- és héliumburkát. Ami maradt: egy kőzetbolygó vagy fémbolygó.
A görög khthonosz szó „föld alatti”-t jelent.
A HD 209458 b (Osiris) példa egy olyan exobolygóra, amelytől a központi csillag épp most szippantja el a légkörét, bár a csillagászok nem tekintik khthonoszi bolygónak, és arra sem számítanak, hogy a jövőben ilyenné válik.
Van egy olyan feltevés, hogy a Merkúr is khthonoszi bolygó, bár erre nincs bizonyíték.
A CoRoT-7 b lehet az első olyan exobolygó, ami khthonoszi bolygó.